# Ipís
Ipís – dystrykt w Kostaryce w prowincji San José; 26 700 mieszkańców (2006), przemysł spożywczy, włókienniczy.

## Geografia
Ipís ma powierzchnię 21.36 kilometrów kwadratowych i leży na wysokości 1,230 m n.p.m..

## Demografia
Według spisu ludności z 2011 roku dystrykt Ipís liczył 31,805 mieszkańców.

## Transport

### Transport drogowy
Przez Ipís biegną następujące drogi krajowe:
- Droga krajowa nr 216
- Droga krajowa nr 218